# 진주의 목걸이
진주의 목걸이(Desire)는 미국에서 제작된 프랭크 보제이즈 감독의 1936년 코미디, 멜로/로맨스, 범죄 영화이다. 마를렌 디트리히 등이 주연으로 출연하였다.

## 출연

### 주연
- 마를렌 디트리히
- 게리 쿠퍼

### 조연
- 존 핼리데이
- 윌리엄 프롤리
- 어니스트 코사트
- 아킴 타미로프